# Cerkev San Giorgio Maggiore, Benetke
San Giorgio Maggiore (beneško San Zorzi Mazor) je benediktinska cerkev iz 16. stoletja na istoimenskem otoku v Benetkah. Sedanjo cerkev je zasnoval arhitekt Andrea Palladio in je bila zgrajena med letoma 1566 in 1610. Cerkev je po obliki dvoranska stavba v obliki križa, s stavbnimi členi v renesančnem slogu.Njen briljanten beli marmor vhodnega pročelja se lesketa nad vodo lagune nasproti trga Piazzetta di San Marco. Cerkev je osrednja točka pogledov z vseh delov Nabrežja Slovanov, Riva degli Schiavoni.

## Zgodovina
Prva cerkev na otoku je bila zgrajena okoli leta 790. Leta 982 je otok dož Tribuno Memmo dal benediktinskemu redu. Benediktinci so tam ustanovili samostan, a je leta 1223 potres uničil vse stavbe na otoku.
Cerkev in samostan sta bila po potresu obnovljena. Cerkev, ki je imela ladjo s stranskimi kapelami, ni stala na istem položaju kot sedanja cerkev, ampak nekoliko bolj zadaj ob strani manjšega trga (campo). Pred njo so bili samostanski objekti, ki so bili porušeni leta 1516. Menihi so razmišljali o obnovi cerkve leta 1521.
Arhitekt Palladio je prišel v Benetke leta 1560, ko so obnovili refektorij samostana. Arhitekt je naredil velike izboljšave in leta 1565 so ga prosili, da pripravi model za novo cerkev.
Model je bil dokončan in gradnja po njem odobrena leta 1566. Istega leta pa je bil v navzočnosti papeža položen temeljni kamen. Dela niso bila končana pred Palladijevo smrtjo leta 1580. Do leta 1575 je bil dozidan osrednji volumen cerkve, manjkal je korni del za oltarjem in del pročelij. Pozneje je bila dokončana notranja oprema.
Domnevno je pevski kor zasnoval Palladio pred svojo smrtjo in je bil zgrajen med letoma 1580 in 1589.
Fasada, ki je bila sprva pod nadzorom Simona Sorella, je bila zidana šele leta 1599. Kamnoseška pogodba je določala, da naj sledi Palladijevemu modelu in načrtom. Ob zidavi je prišlo le do manjših sprememb. Dokončana je bila leta 1610.
Campanile (zvonik), prvič zgrajen leta 1467, se je porušil leta 1774; leta 1791 je bil obnovljen v neoklasicističnem slogu z drugačno konico kape. Na vrh se je bilo mogoče povzpeti po klančinah; dodali so tudi dvigalo. Z vrha je lep razgled na Benetke.

## Zunanjost
Fasada je bleščeče bele barve in predstavlja Palladijevo rešitev zadreg pri prilagajanju klasične tempeljske fasade obliki krščanske cerkve z visoko ladjo in nizkimi stranskimi ladjami, kar je bilo vedno problem. Palladijeva rešitev je prekrivala dve fasadi, eno s širokim zatrepom in arhitravom, ki sega čez glavno in obe stranski ladji, očitno podprti z enim samim redom pilastrov, drugo pa z ožjim trikotnim zaključkom (širina glavne ladje), ki je nadgrajen na vrhu z kolosalnim redom stebrov na visokih podstavkih. Ta rešitev je podobna Palladijevi starejši fasadi za San Francesco della Vigna, kjer je druge dele cerkve zasnoval Sansovino. Na obeh straneh osrednjega portala sta kipa svetega Jurija in svetega Štefana, ki jima je cerkev tudi posvečena.
- San Giorgio Maggiore vidna čez vodo na polnem soncu avgusta popoldne.
- Fasada
- San Giorgio Maggiore v mraku, Claude Monet, 1908–1912

## Notranjost
Notranjost cerkve je zelo svetla, z masivnimi stebri in pilastri na neokrašenih, belih stenah. Notranjost združuje dolgo bazilikalno ladjo v obliki križa s transepti.
Dve zelo veliki Tintorettovi sliki se nanašata na ustanovitev evharistije in sta postavljeni na robnih straneh straneh prezbiterija, kjer ju je mogoče videti s stopnic ob oltarni ograji. Na desni je znamenita Zadnja večerja, na levi Judje v puščavi (ki jih prikazuje, kako zbirajo in jedo mano, Božji dar Izraelcem v puščavi, potem ko so pobegnili iz Egipta, in napoveduje dar evharistije).
V Cappella dei Morti (kapeli mrtvih) je slika Polaganje v grob, prav tako delo Jacopa Robustija - Tintoretta.
Benediktinski menihi so obdržali nadzor nad kapelicami v cerkvi in jih niso prodajali družinam, da bi jih okrasile in olepšale, kot bi želeli, kot so to počeli v mnogih beneških cerkvah. Imeli so dohodke od premoženja in so bili v močnejšem položaju. Nekatere oltarje so predali uglednim družinam, vendar so okrasitev nadzirali menihi. Kapela na desni strani glavnega oltarja je pripadala družini Bollani (Domenico Bollani je bil leta 1547 veleposlanik Edvarda VI. Angleškega in pozneje škof). Dela na tej kapeli so se po smrti Domenica Bollanija zavlekla in je bila leta 1619 še nedokončana, oltarna slika pa je bila slaba. Slika je bila zamenjana leta 1693, vendar je šele leta 1708 pridobila pomembno delo, ki ga zdaj vidimo, to je Devica in otrok s svetniki Sebastiana Riccija.
Oltar na levi strani svetišča je bil v pristojnosti družine Morosini. Oltar je posvečen sv. Andreju (v spomin na pokojnega sina Vincenza Morosinija), oltarna slika pa je avtorja Jacopa in Domenica Tintoretta, in prikazuje Vstajenje in sv. Andreja z Vincenzom Morosinijem in člani njegove družine.
Oltarje v transeptih so obdržali menihi. V južnem transeptu je slika Jacopa in Domenica Tintoretta Kronanje Device s svetniki.
Na prvem oltarju na desni strani ladje je Čaščenje pastirjev Jacopa Bassana. Na levi strani je Čudež nepremičnosti sv. Lucije (obsojena je bila na prostitucijo, a po čudežu je ni bilo mogoče premakniti) Leandra Bassana.
V samostanskem poslopju so še druge slike.
- Zadnja večerja, Jacopo Tintoretto (v prezbiteriju)
- Judje v puščavi, Jacopo Tintoretto (v prezbiteriju)
- Polaganje v grob, Jacopo Tintoretto (v Cappella dei Morti)
- Marija na prestolu s svetniki, Sebastiano Ricci (v kapeli Bollani desno od glavnega oltarja)
- Vstali Kristus in sveti Andrej z družino Morosini, Jacopo & Domenico Tintoretto (nad Morosinijevim oltarjem levo od svetišča))
- Češčenje pastirjev,  Jacopo Bassano (1. oltar desno v ladji)
- Čudež nepremičnosti Svete Lucije, Leandro Bassano (1. oltar levo v ladji)
- Raccolta della manna(žetev mane), Jacopo Tintoretto.
- Čaščenje pastirjev, Jacopo Bassano (detajl).

## V popularni kulturi
Umetnik Hirohiko Araki predstavlja cerkev v 516. poglavju svoje dolgoletne mange Jojo's Bizarre Adventure (znotraj loka zgodbe Zlati veter). Bruno Bucciarati, caporegime italijanske kriminalne združbe Passione, in Trish Una, hči Dona organizacije, prejmeta navodila, da se povzpneta na zvonik z dvigalom, da se srečata s šefom. Vendar Don napade par v dvigalu, preden dosežeta vrh stolpa, in Bucciarati ga zasleduje do spopada v kleti cerkve. Diavolo ubije Bruna po daljšem boju, ki ga navijaška skupnost na splošno pozna kot eno najbolj žalostnih smrti v seriji.
Edward Morgan Forster, angleški pisatelj, omenja San Giorgio Maggiore v poglavju »O lepoti« svojega romana Prehod v Indijo, kjer romanski junak Cyril Fielding nasprotuje popolnosti italijanske arhitekture, kar dojema kot pomanjkanje ravnotežja v indijskih stavbah.